# Тойо, Хавьер
Хавьер Эдуардо Тойо Барсенас (исп. Javier Eduardo Toyo Barcenas; родился 12 октября 1977 года в Каракасе, Венесуэла) — венесуэльский футболист, вратарь. Выступал за сборную Венесуэлы.

## Клубная карьера
Тойо начинал играть в футбол в юношеской команде клуба «Каракас», подписав с ним профессиональный контракт в 1998 году. После окончания сезона 1998/99 он отправился в клуб «Атлетико Эль-Вихия», чтобы через сезон вновь вернуться в «Каракас».
Следующие 6 сезонов Тойо провёл в «Каракасе», будучи первым голкиперов и отыграв более 200 матчей в чемпионате Венесуэлы. В декабре 2007 года Тойо перешёл в колумбийский клуб «Атлетико Букараманга», где большую часть времени он проводил на скамейке запасных. После всего нескольких месяцев в Колумбии он возвращается в «Каракас», подписав новый контракт до 2009 года.
Тойо принимал участие Кубке Либертадорес 2007, защищая ворота «Каракаса», отметившись сильной игрой в матче 1/8 финала, который закончился неожиданной победой (3:1) венесуэльцев над аргентинским «Ривер Плейтом» 6 апреля 2007 года.
Восьмикратный чемпион Венесуэлы в составе «Каракаса». В чемпионате страны за разные клубы сыграл более 400 матчей.
С 2016 года выступал за доминиканскую «Барселону», в её составе становился чемпионом страны в 2016 году.

## Международная карьера
Тойо дебютировал в составе сборной Венесуэлы, выйдя на замену во втором тайме товарищеского матча против сборной Ямайки 28 апреля 2004 года. Тойо провёл 10 матчей за сборную Венесуэлы с 2004 по 2008 год, все эти игры были товарищескими и в большинстве случаев он не играл все 90 минут матча.
Тойо попал в состав сборной Венесуэлы на Кубке Америки 2007 в качестве резервного голкипера, выйти на поле на этом турнире ему не удалось.

## Достижения
Командные
 «Каракас»
- Чемпион Венесуэлы — 1996/97, 2000/01, 2002/03, 2003/04, 2005/06, 2006/07, 2008/09, 2009/10
- Обладатель Кубка Венесуэлы — 2001, 2009